# 대구 석빙고비
석빙고비는 대한민국 대구광역시 북구 산격동, 경북대학교 박물관 앞에 있다.

## 개요
이 비석(碑石)은 1713년(숙종39)부터 1716년(숙종42) 정월까지 대구판관으로 재임했던 유명악(兪命岳)이 영남감영미(嶺南監瀯米) 800석을 원조 받아 9간(間)의 석빙고로 개축(改築)함으로써 부민(府民)들에게 경비부담을 덜어주었던 것을 의미하여 세운 것이다. 원래의 위치는 석빙고가 있었던 대구 아미산(蛾尾山 : 지금의 대구시 반월당에서 남문 시장 가는 마루턱 우측 언덕)에 있었으며, 1973년 5월에 현위치로 이전하였다.

## 참고 문헌
- 석빙고비 - 대구관광안내